# 本中山
本中山（もとなかやま）は、千葉県船橋市の地名。現行行政地名は本中山一丁目から本中山七丁目。郵便番号273-0035。

## 地理
本中山は船橋市の最西端に位置し、北で市川市中山、北北東で市川市若宮、北東で東中山、東で二子町、南東で市川市原木、南で市川市高谷、南西で市川市田尻、西で市川市鬼高、北西で市川市鬼越、北北西で市川市高石神と隣接する。周辺が市川市域に囲まれたような状態になっているため、住民が生活をする中では市川市側の人々との関わりが強い地区となっている。JR東日本総武本線を中心にその南北が住宅地として利用されている。本中山のすぐ北は市川市中山となっており、下総中山駅北口からまっすぐ船橋と市川の境界を越え、中山法華経寺までの参道と門前町が直線的に伸びている。地区の最寄駅は地区の北部にある京成本線の京成中山駅と中央部にあるJR総武本線の下総中山駅、南部にある東京地下鉄（東京メトロ）東西線の原木中山駅の3駅で、東京都区部までの交通の利便性が良く、船橋市内でも高齢化の進んでいない区域の一つとなっている。

### 地価
住宅地の地価は、2014年（平成26年）1月1日の公示地価によれば、本中山6-6-15の地点で23万8000円/m2となっている。

## 歴史
船橋市の同じ西部でも他と別の歴史的な経緯をたどっている。1889年（明治22年）の町村制施行時に周辺の村々と合併して葛飾村（のち葛飾町）となり1937年（昭和12年）の船橋市成立の際に同市の一部となったが、葛飾村成立以前は現市川市の中山や若宮などの法華経寺周辺に位置していた集落との親交が深く、連合町村などを形成したため、船橋市の他の地区からは一風変わった地区として捉えられる場合が多い。

### 地名の由来
本中山の名称は元は小栗原（おぐりはら）というものであった。中世の「栗原郷」の一部であったとされる。江戸時代から明治初期の小栗原村が1889年（明治22年）の明治の大合併で葛飾村大字小栗原となり、葛飾町を経て船橋市に編入されたのちの1940年（昭和15年）の町名編成で小栗原町1-6丁目となった。しかし住居表示が1967年（昭和42年）に実施され本中山一丁目〜三丁目、次いで1974年（昭和49年）の住居表示実施により本中山四丁目〜七丁目となり、小栗原という地名が消滅してしまった（ただし、小学校の名前や真間川に架かる橋の名前、団地の名前などには残っている）。
本中山の由来は、「元の中山」の意で、同じ法華経寺の門前町がある市川市中山との関係に由来する。

## 世帯数と人口
2017年（平成29年）11月1日現在の世帯数と人口は以下の通りである。
| 丁目         | 世帯数    | 人口     |
| ------------ | --------- | -------- |
| 本中山一丁目 | 671世帯   | 1,190人  |
| 本中山二丁目 | 1,259世帯 | 2,247人  |
| 本中山三丁目 | 2,214世帯 | 4,187人  |
| 本中山四丁目 | 1,700世帯 | 3,287人  |
| 本中山五丁目 | 748世帯   | 1,546人  |
| 本中山六丁目 | 970世帯   | 1,823人  |
| 本中山七丁目 | 654世帯   | 986人    |
| 計           | 8,216世帯 | 15,266人 |

## 小・中学校の学区
市立小・中学校に通う場合、学区は以下の通りとなる
| 丁目         | 番地 | 小学校               | 中学校             |
| ------------ | ---- | -------------------- | ------------------ |
| 本中山一丁目 | 全域 | 船橋市立小栗原小学校 | 船橋市立葛飾中学校 |
| 本中山二丁目 | 全域 | 船橋市立小栗原小学校 | 船橋市立葛飾中学校 |
| 本中山三丁目 | 全域 | 船橋市立小栗原小学校 | 船橋市立葛飾中学校 |
| 本中山四丁目 | 全域 | 船橋市立小栗原小学校 | 船橋市立葛飾中学校 |
| 本中山五丁目 | 全域 | 船橋市立小栗原小学校 | 船橋市立葛飾中学校 |
| 本中山六丁目 | 全域 | 船橋市立小栗原小学校 | 船橋市立葛飾中学校 |
| 本中山七丁目 | 全域 | 船橋市立小栗原小学校 | 船橋市立葛飾中学校 |

## 交通
- 京成中山駅（京成本線） - 一丁目に所在。
- 下総中山駅（総武本線） - 二丁目に所在
- 原木中山駅（東京メトロ東西線） - 七丁目に所在。

## 施設
一丁目
- 船橋市西部公民館
- 千葉興業銀行中山支店
- 稲荷神社

二丁目
- ミレニティ中山
- プラザなかやま
- 朝日新聞社京葉支局
- 千葉銀行中山支店
- 中山駅前郵便局

三丁目
- 船橋市役所本中山連絡所
- 船橋市立小栗原小学校
- 中山あけぼの保育園
- 弥生保育園
- ワークアイ・船橋

四丁目
- 京葉銀行中山支店
- 船橋本中山郵便局
- 小栗原住宅

五丁目
- 船橋市立本中山保育園

七丁目
- 原木市場